# Joe Bonica
Joseph „Joe“ Bonica (* 1960 in Manchester, Connecticut) ist ein amerikanischer Schlagzeuger des Modern- und des Pop-Jazz.

## Leben und Wirken
Bonica spielte in den 1970er Jahren in Jazzrock-Bands. Er ließ sich in Gießen nieder, wo er mit lokalen Bands wie Double Bind, Yog Sothot oder Up-Art spielte und 1977 Gründungsmitglied der Jazzinitiative Gießen e.V. (Hessischer Jazzpreis 2006) und 1990 des Giessen Improvisers Pool war. Er wurde Mitglied in verschiedenen Gruppen um Ekkehard Jost, zunächst Grumpff, dann Aman Boutz, schließlich Chromatic Alarm und Transalpin Express Orchestra, mit denen er auch auf internationalen Festivals auftrat. Zwischen 1996 und 1998 leitete er die Band Joe Bonica T-Bones. Auch war er in der nordhessischen Band Out-Point tätig (CD Acid Country; 2005), spielte 2012 im Tanzstück Macbeth im Stadttheater Gießen und gehört zu dem Projekt New York Groove der Organistin Maggy Scott.

## Diskographische Hinweise
- Ekkehard Jost Some Other Tapes (1989–1997)
- Joe Bonica, Frank Rühl, Martin Speicher, Georg Wolf: Giessen Improvisers Pool (1991)
- Ekkehard Jost Weimarer Balladen (mit Friederike Nicklaus, Manfred Becker, Dieter Glawischnig, Herbert Hellhund, Wollie Kaiser, Uli Orth, Martin Pfleiderer, Detlef Landeck, Gerd Stein, Dieter Manderscheid, 1991)
- Ekkehard Jost & Chromatic Alarm Wintertango (1998)
- Ekkehard Jost Ensemble Cantos de libertad (mit Reiner Winterschladen, Detlef Landeck, Eugenio Colombo, Wollie Kaiser, Gerd Stein, Dieter Glawischnig, Dieter Manderscheid, Marta de la Vega, 2006)
- Landeck / Grau / Bonica Guerilla Jazz (JazzHausMusik, 2021)

## Lexikalische Einträge
- Jürgen Wölfer: Jazz in Deutschland. Das Lexikon. Alle Musiker und Plattenfirmen von 1920 bis heute. Hannibal, Höfen 2008, ISBN 978-3-85445-274-4.